# Rautujärvet (Gällivare socken, Lappland)
Rautujärvet är en sjö i Gällivare kommun i Lappland och ingår i Kalixälvens huvudavrinningsområde. Sjön har en area på 0,0792 kvadratkilometer och ligger 492 meter över havet. Rautujärvet ligger i Lina fjällurskog Natura 2000-område.

## Delavrinningsområde
Rautujärvet ingår i det delavrinningsområde (746932-171887) som SMHI kallar för Ovan None. Medelhöjden är 496 meter över havet och ytan är 5,96 kvadratkilometer. Det finns inga avrinningsområden uppströms utan avrinningsområdet är högsta punkten. Nietsajoki som avvattnar avrinningsområdet har biflödesordning 3, vilket innebär att vattnet flödar genom totalt 3 vattendrag innan det når havet efter 226 kilometer. Avrinningsområdet består mestadels av skog (94 procent). Avrinningsområdet har 0,31 kvadratkilometer vattenytor vilket ger det en sjöprocent på 5,2 procent.